# Metsälä
Metsälä (en suédois : Krämertsskog) est une section du quartier de Oulunkylä à Helsinki.

## Description
Metsälä a une superficie de 0,56 km2, sa population s'élève à 1 057 habitants(1.1.2010) et il offre 1396 emplois (31.12.2008).

## Galerie

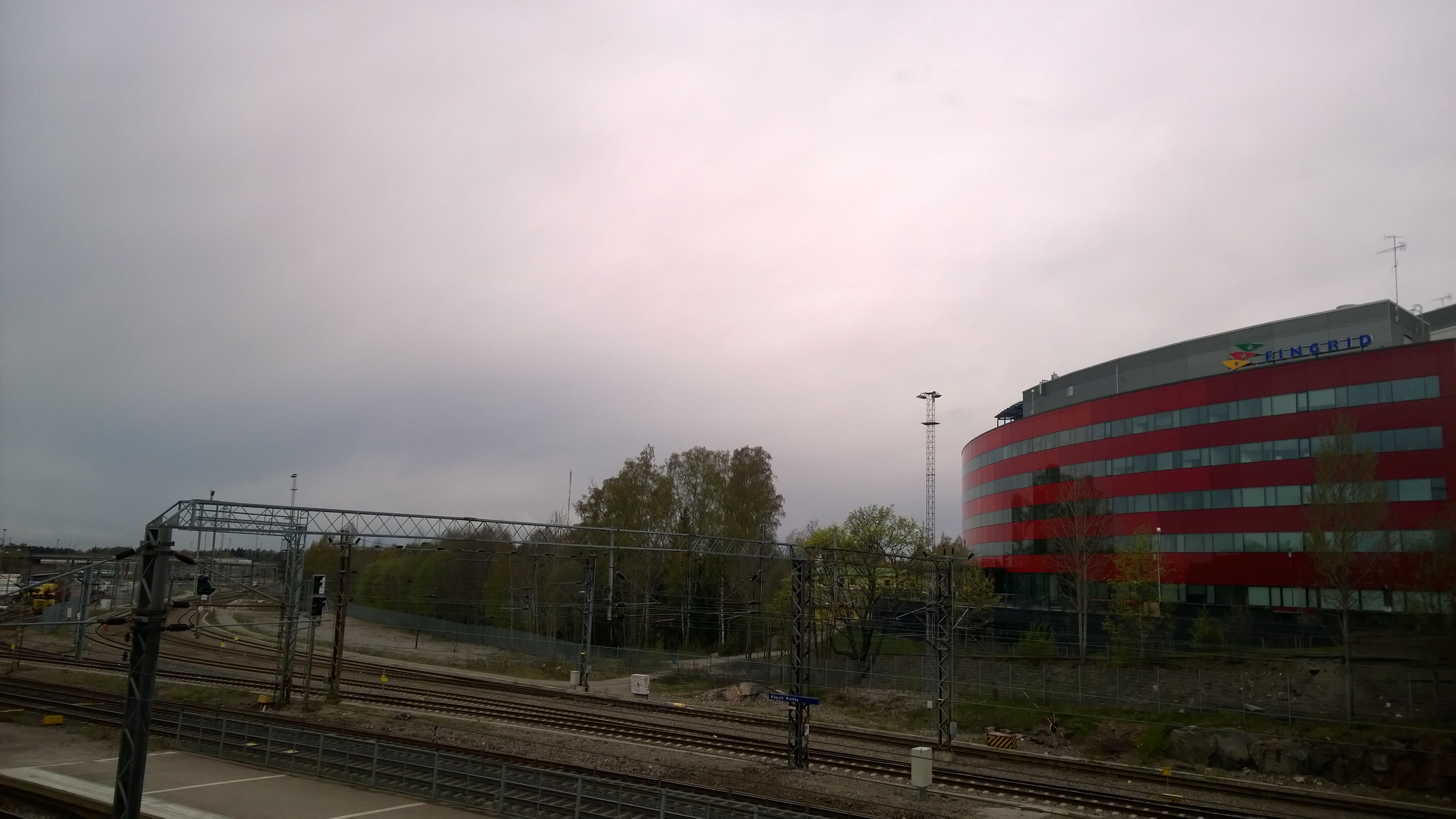
Siège de Fingrid.